# نی‌نوا
نی‌نوا آلبومی از حسین علیزاده نوازنده و موسیقی‌دان ایرانی است که در ۱ مهر ۱۳۶۲ توسط مؤسسهٔ فرهنگی هنری ماهور پخش شد. این آلبوم یکی از معروف‌ترین کارهای حسین علیزاده است و پس از پخش توانست از محبوبیت عمومی برخوردار شود و پایه‌های شهرت علیزاده را نیز محکم‌تر کرد. این آلبوم حتی موجب شد که علیزاده در سطح بین‌المللی هم بتواند خود را بیشتر بشناساند.
نی‌نوا دومین اثری بود که علیزاده برای ارکستر ساخت و پیش از نی‌نوا، یک سرود در همین سبک برای روز کارگر ساخته بود. هستهٔ اصلی نی‌نوا مربوط به سال ۱۳۵۶ می‌شود. او به دلیل علاقه به دستگاه نوا، از این دستگاه برای نوشتن این قطعه استفاده کرده و بعد روی آن کار کرده و آن را با ارکستر زهی ادغام کرده‌است.
با اینکه برداشت‌های مختلفی از نی‌نوا می‌شود و برخی آن را قطعهٔ مذهبی هم در نظر می‌گیرند، اما علیزاده تنها آن را نوعی خاطره‌نویسی موسیقایی از سال‌های آغازین دههٔ ۱۳۶۰ در نظر می‌گیرد و ساخت قطعهٔ مذهبی را رد می‌کند، هرچند که آئین مذهبی را در کنار سایر ایده‌هایی که داشته، در ساختن آلبوم خود الهام‌بخش می‌داند. او در مصاحبه‌ای می‌گوید: «نینوا آن واژه‌ای است که ما همه حس‌ها را می‌توانیم دربارهٔ آن داشته باشیم. اگر می‌خواهند موضوع و حس مبارزه امام حسین را به آن اطلاق کنند، من افتخار می‌کنم.»
در این آلبوم، نی، نقش یک راوی را دارد و مصرع نخست از نی‌نامه مولوی، یکی از مواردی بوده که علیزاده از آن ایده گرفته‌است. تکنوازی نی در این آلبوم توسط جمشید عندلیبی انجام شده‌است.
نی‌نوا در زمانی پخش شد که پیش از آن، هنرمندان مختلف عمدتاً از آواز به عنوان عنصر اصلی در موسیقی خود استفاده می‌کردند و از این رو که یک آلبوم ایرانی تنها با تکیه بر سازهای گوناگون بتواند به محبوبیت فراگیر در جامعه برسد، در نوع خود بااهمیت جلوه می‌کرد. استفاده از ریتم، سازآرایی گوناگون و فرم چندصدایی که مورد آخر در آن زمان در بین آثار ایرانی تازگی داشت، از عواملی هستند که منتقدان در موفقیت اثر از آن نام می‌برند.
این آلبوم، به همراه آلبوم دیگری از علیزاده به نام آوای مهر که در سال ۱۳۷۰ منشتر شده بود، مجدداً در قالب لوح فشرده هم منتشر شد. نی‌نوا توسط ارکسترهایی ایرانی و غیرایرانی همچون ارکستر رودکی، ارکستر سمفونیک اوکراین و یک ارکستر فرانسوی به صورت زنده اجرا شده‌است.

## ایده ساخت
نخستین طرح‌های نی‌نوا در سال ۱۳۵۵ بر اساس دستگاه نوا در جشن هنر شیراز با هم‌نوازی سازهای ایرانی اجرا شد. با این فرق که شکل اصلی کار به‌طور کامل بر پایهٔ ردیفسازی و آوازی بنا شده بود. در سال ۱۳۶۱، همان طرح با تغییراتی اساسی از نظر محتوا و فرم، برای ارکستر زهی و نی تک‌نواز نوشته و در نهایت در تابستان ۱۳۶۲ با نام نی‌نوا (نوای نی) پخش شد.
اولین اثری که ارتباط مستقیم با این موضوع داشت، قطعه‌ای با نام «حصار» بود که در سال ۱۳۵۶ ساخته شد و از رادیو هم پخش شد که برای زندانیان سیاسی آن زمان ساخته شده بود. موضوع این قطعه، پیرامون یک نوحه‌خوان بود و این نوحه‌خوان گاهی خواننده‌ای است که آواز می‌خواند و گاهی ساز دارد. پایان این قطعه به یکباره تمام نمی‌شد و صدای هیئت عزاداران با حالت محو شدن به پایان می‌رسید و شنونده را در جای یک بیننده قرار می‌داد.
روزهای خاصی بود که هنوز هم تمام چیزهایش از جمله تلخی‌ها و شیرینی‌ها، که تلخی‌هایش بیشتر بود، برایم زنده است، ولی برای من، نی‌نوا مانند نوشتن خاطرات روزانه بود و وقتی می‌گویند که انگیزه و منظورت چه بود می‌گویم که هیچ منظوری جز اینکه خاطرات روزانه‌ام را در سال ۶۲ به زبان موسیقی بنویسم نبود.
.— حسین علیزاده دربارهٔ ایده ساخت نی‌نوا، 
بنا به گفته علیزاده، نوشتن نی‌نوا حدود دو سال و ایدهٔ ساختنش حدود چهار تا پنج ماه زمان برده‌است. نتیجه و فکرهای اولیهٔ نی‌نوا برای او در سن ۲۳، ۲۴ سالگی شکل گرفته و او این ایده را در تک‌نوازی‌ها و اجراهایش به شکل‌های گوناگون اجرا می‌کرد.
علیزاده در مستند به تماشای آب‌ها که از بی‌بی‌سی فارسی پخش شد، عنوان کرد که هرگز هدفش این نبود که یک قطعهٔ مذهبی بسازد، اما او در عین حال بر این باور است که همهٔ هنرمندان در همه جای دنیا، می‌توانند از آئین و مذهب، ایدهٔ هنری بگیرند و این در تاریخ هنر کل دنیا و بشریت وجود دارد. به گفتهٔ او، در آن موقع سایه بر روی ساخت مثنوی خودش کار می‌کرد و علیزاده خواست به گونه‌ای با او همراه شود: «به خودم گفتم اگر بخواهم با او همراه بشم؟ گفتم بشنو از نی‌چون حکایت می‌کند. بعد گفتم نی باید یک نقشی داشته باشد، اما چه نقشی؟ نی بیاد سولو بزند؟ بعد فکر کردم یک کاری کنم که نکرده باشم یا نشده باشد و یک فرم نی و ارکستر باشد که بالاخره نی‌نوا شد و من هم همیشه عاشق دستگاه نوا بودم و هستم و این ایدهٔ نی‌نوا از مفهوم موسیقایی می‌آید و بعد می‌فهمیم که نی‌نوا یعنی کربلا». علیزاده پس از ضبط نی‌نوا آن را نزد ابتهاج برد، هرچند او گفت که «این کار حیف است که زیر کلام من بیاید».
به گفته علیزاده، زمانی که این قطعه را می‌ساخته، به دلیل جنگی که در آن دوره بین ایران و عراق وجود داشت و مبهم بودن نتیجهٔ جنگ، همراه با نوشتن نت‌ها اشک می‌ریخته: «من همیشه نتایج این جنگ را می‌دیدم و همه چیز را در هاله‌ای می‌دیدم که مثلاً نتیجه جنگ چیست؟» او همچنین می‌گوید در آن زمان به او پیشنهاد شد کارهایی برای جنگ بسازد اما آن پیشنهادها را رد کرده‌است. او بر این باور است که در آن دوره، خیلی‌ها مسائل هیجان‌برانگیز جنگ را دیدند؛ اما او جنایت دشمن را می‌دید و نی‌نوا را مربوط به حس و حال آن زمان می‌داند.
علیزاده در عین حال که از همهٔ این ایده‌ها استفاده کرده، بر این باور است که نی‌نوا برای او مانند یک یادداشت روزانه بود. از دید او، در سال ۱۳۶۲ در ایران همه چیز شکل خاصی داشت و به خصوص جنگ هم در جریان بود و یک حس غیرقابل تعریفی می‌داند که موجب شد نوشتن این کار خیلی روان و راحت پیش برود.
اگر می‌خواستم نینوا را دوباره بنویسم قطعاً چیز دیگری می‌شد. وقتی شما قطعه‌ای را می‌سازید تا لحظه آخر آن را زیاد و کم می‌کنید و می‌آرایید. نوشتن یک قطعه هیچ وقت واقعاً تمام نمی‌شود و فقط از روی عادت است که یک جا باید آن را تمام کنی.
.— حسین علیزاده دربارهٔ ایده ساخت نی‌نوا، 

## ساختار اثر
ساختمان اصلی نی‌نوا، از همان ساختمان کلی دستگاه نوا پیروی می‌کند که در کل آن انگاره‌های گوشه‌های اصلی نوا، در حرکت ملودی و ترکیب موازی آن‌ها و هارمونی از درجات شکل‌دهندهٔ مقام یا مُدهای گوناگون دستگاه نوا گسترش یافته‌است. به غیر از مُدهای اصلی مانند «درآمد»، «نهفت»، «جامه‌دران»، انگاره‌های مُدهای فرعی هم در شکل‌گیری و ترکیب ملودی‌ها نقش مهمی را داشتند. انگاره‌های ریتمیک دستگاه نوا نیز اساس گسترش ریتم در نی‌نوا است که دربردارندهٔ انگاره‌های ریتمیک «درآمد»، «نهفت»، «نغمه»، «جامه‌دران» و .. است.
پرویز مشکاتیان موسیقی‌دان و استاد دانشگاه، در مورد استفاده از ارکستر و دستگاه نوا در آلبوم نی‌نوا می‌گوید: «اگر آهنگسازی تحصیل کرده و مترقی برای نوا ملودی بسازد و بعد برای زیباتر کردن آن از ارکستر سمفونیک و هرنوع شکل‌سازی استفاده کند، بسیار کار زیبایی است و نه تنها اشکالی ندارد بلکه خیلی هم خوب است.»
علیزاده در یک گفتگو در سال ۱۳۷۱ بیان کرد که در نی‌نوا اگرچه از سازهای غربی و بین‌المللی استفاده شده‌است، اما محتوای آن عمیقاً ملی و ایرانی است. او بر این باور است که محتوی و جوهر حس اثر مهم است و اینکه یک اثر چقدر با جامعه ارتباط برقرار می‌کند و در این میان، نوعِ ساز را در حکمِ وسیله می‌داند.

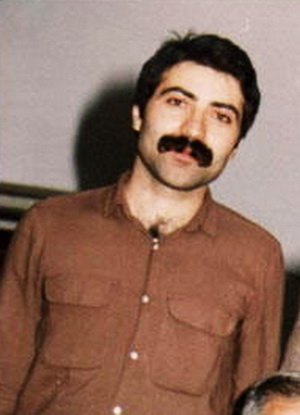
جمشید عندلیبی، نوازنده نی - سال ۱۳۶۳

## نی‌نوازی در آلبوم
جمشید عندلیبی، نوازندهٔ نی، در سن بیست و شش سالگی، برحسب علاقه‌اش برای همکاری در کار جدید با محوریت نی، پیشنهاد همکاری نواختن نی در نی‌نوا را به علیزاده می‌دهد. عندلیبی در این کار از نی هفت‌بند، که ریشه در اصفهان و مرکز ایران دارد، استفاده کرده‌است. او در استودیو فقط یکبار نی را نواخت و همان یکبار ضبط شد و در آلبوم قرار گرفت. او دربارهٔ ملودی‌ها و اینکه کدام ملودی را برای نی به کار بگیرد و برای نی مناسب است با علیزاده تبادل نظر می‌کرد. عندلیبی به یاد می‌آورد که نزدیک به دو تا سه ماه به تمرین پرداختند و این تمرین‌ها به صورت روزانه و مداوم نبود، ارکستر تمرین‌های جداگانه‌ای را برای هماهنگی انجام می‌دادند و در مرحله آخر عندلیبی برای نواختن نی به آن‌ها پیوست.
علیزاده دربارهٔ استفاده از نی در این آلبوم می‌گوید: «شاید انگیزه من آن زمان این بود که ساز نی را به نوعی به صحنه بیاورم. چون ساز نی نسبت به سازهای دیگر در آن زمان خیلی مهجور بود، با اینکه نی ساز مهمی در موسیقی ایرانی است ولی تنها در تک‌نوازی از آن استفاده می‌شد و انگیزه من ترکیب این ساز با سازهای دیگر بود».
حسن ناهید، نوازندهٔ نی، براین باور است که استفاده از نی در نی‌نوا، نشان‌دهندهٔ درک درست علیزاده از ساز نی است، او می‌گوید علیزاده به وسعت صدای نی آشنا بود و می‌دانست که کجایش بهتر صدا می‌دهد.

## دربارهٔ قطعه‌های نی‌نوا
- درآمد: این قطعه با حرکتی پایین‌رونده با ویلن آلتو در دانگ دوم نوا آغاز و نهایتاً بعد از اجرای انگاره‌های نوا از میزان ششم تابلویی از انگاره‌های اصلی نوا، بواسطهٔ ارکستر پدیدار می‌شود و پس از آن طرح ملودی اصلی برای ویلونسل با همراهی ارکستر نوشته می‌شود که با نت‌های کشیده پایان می‌یابد.[۸]
- نغمه: با پیتزیکاتوی آهستهٔ ویلونسل و کنترباس آغاز می‌شود و در ادامه دگره‌های مختلفی از گوشهٔ «نغمه» برای آلتو و ویلن ۱ و ۲ با ریتم‌های مختلف نوشته شده که در ادامه انگاره‌های آغازین با «نغمه» ترکیب می‌شوند و در پایان، نی گوشهٔ «نغمه» را به شکل آوازی با همراهی ارکستر خاتمه می‌دهد.[۸]
- جامه‌دران: با حرکت آهستهٔ ویلن آلتوی سلو آغاز می‌شود و با ملودی و انگاره‌های گوشه‌های دیگر ترکیب و با حرکتی تندتر با گوشهٔ «نغمه» پایان می‌یابد.[۸]
- نَهُفت: انگارهٔ اصلی گوشهٔ نَهُفت به صورت اکتاو در بخش‌های مختلف آغاز، و نی با حالتی نیمه آزاد همراه می‌شود. در ادامه همین گوشه با دگره‌های ریتمیک تندتر با همراهی نی و ارکستر پایان می‌یابد.[۸]
- فرود:قطعهٔ «درآمد» عیناً تکرار می‌شود و قطعه در دستگاه نوا فرود می‌آید.
- رقص سماع: این بخش با ریتم ده‌ضربی (۳+۳+۴) یا (۱+۲+۳+۴) با پیتزیکاتوی ویلونسل و کنترباس با همراهی دو نی آغاز می‌شود که در ادامه نیز باقی ارکستر با پیتزیکاتو، دو نی را همراهی می‌کنند و با سؤال جواب نی‌ها و ارکستر ادامه داده می‌شود و با کرشندوی کوتاه ارکستر به پایان می‌رسد.[۸]

## بازخوردها
علیزاده خودش معتقد است که خوشبختانه یا متأسفانه نی‌نوا به شناسنامهٔ او تبدیل شده‌است. او آلبوم خود را نوعی هم‌زبان‌شدن و همنوع‌شدن با مردم هم می‌داند و دربارهٔ برداشت همگانی از نی‌نوا در گفتگویی با دویچه وله گفت:
بر اساس شناختی که بدست آورده بودم، می‌دانستم کجاها و به چه شکل از ارکستر و در کجا نی استفاده کنم، به‌طوری‌که شنونده احساس نکند که ارکستر در کنار ملودی‌های ایرانی یک شکل اضافه دارد، ملودی‌ها یا حالت‌ها به گونه‌ای است که برای شنوندهٔ ایرانی آشنا و نوازشگر است. ضمن اینکه همیشه آثاری که بوجود می‌آید، بستگی دارد در چه دوره‌ای و چه سنخیتی با شرایط خودش داشته باشد. به نظرم نی‌نوا بازگوکننده شرایط خودش است.— 
| بررسی انتقادی | بررسی انتقادی |
| منبع          | رتبه‌بندی      |
| ------------- | ------------- |
| آل‌میوزیک      | [ ۱۹ ]        |

هومان اسعدی، استاد دانشگاه و موسیقی‌دان بر این باور است که در آلبوم نی‌نوا، علیزاده از فرم یک‌صدایی خارج شده و به فرم چندصدایی در آهنگ‌سازی روی آورده که این موضوع نیز در آثار ایرانی آن زمان تازگی داشت و در مورد استفاده از ریتم‌های لنگ نیز علیزاده در استفاده از این ریتم‌ها بیشترین تأثیر را پذیرفته‌است.
پیروز ارجمند موسیقی‌دان و آهنگ‌ساز بر این باور است که در دوران جنگ، فرصتی برای ساخت موسیقی مذهبی به جز موسیقی مذهبی جنگ وجود نداشت. از نظر او، این اثر از آن دسته کارهایی است که گذر زمان نتوانست بر رویش تأثیر بگذارد. او همچنین یکی از رموز ماندگاری این اثر را وفاداری به موسیقی سنتی ایرانی می‌داند.
کامبیز روشن‌روان، موسیقی‌دان و استاد دانشگاه بر این باور است که این اثر به عنوان یک اثر نمادین در موسیقی مذهبی ایران تبدیل شده و غیر از این اثر، کار دیگری که تا این اندازه جذابیت داشته باشد را نمی‌شناسد و این اثر علیزاده را شاخص‌ترین اثری می‌داند که موسیقی مذهبی تا به حال داشته‌است. این درحالی است که علیزاده در مستند به تماشای آب‌ها عنوان کرد که هدفش هرگز ساخت موسیقی مذهبی نبوده، اما در عین حال تأثیرپذیری از آئین مذهبی را رد نکرد.
محمود خوشنام، کارشناس و منتقد موسیقی بخش فارسی بی‌بی‌سی، بر این باور است که موسیقی‌دانان در ابتدای انقلاب ۱۳۵۷ ایران، برای اینکه موسیقی را از حالت رخوت و رکودی که به جنبه‌های روضهخوانی و تعزیه بسیار شبیه شده بود، نجات بدهند، به سوی دو عامل اصلی در موسیقی روی آوردند که یکی ریتم و یکی دیگر سازآرایی‌های جذاب و گوناگون بود. او می‌گوید علیزاده به ویژه مسئلهٔ ریتم را در کار نخست خودش، نی‌نوا، نشان داد که در آن سازآرایی‌های جذاب به کار رفته بود، به ویژه سازهای غربی که آن روزها مورد تقبیح کارگزاران فرهنگی بود.
منتقد آل‌میوزیک دربارهٔ نی‌نوا بر این باور بود که هرچند موسیقی خاورمیانه خیلی متکی بر روی هارمونی و درهم‌آمیزی آهنگ‌ها با تأکید بر ملودی نیست، اما از سوی دیگر پیچیدگی زیادی داشته و بیشتر به توسعهٔ بداهه شکل‌های ملودی متکی است. از دید او، حسین علیزاده در نی‌نوا تلاش کرد که خارج از یک هارمونی مشخص و برپایهٔ شکل‌های موسیقی سنتی ایرانی کار کند که این تلاش علیزاده را یک تجربهٔ موفق در نظر گرفت، او همچنین صدای سازهای زهی در این کار را مانند برخی هنرمندان غربی همچون کورساکف، رالف وان ویلیامز و شوستاکوویچ می‌دانست.
ابوالحسن مختاباد، پژوهشگر و منتقد موسیقی، به نقل از علیزاده می‌گوید وقتی شجریان این قطعه را شنید گفت: «علیزاده وقتی این کار را می‌نوشت به چه چیزی فکر می‌کرد که این همه غم و اندوه را به قطعه‌اش سرازیر کرد؟».

## نام آلبوم و طرح جلد

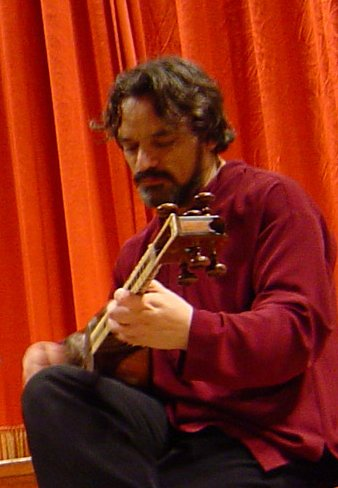
«نی‌نوا به معنی نوای نی است و من اسم این قطعه را خیلی دوست داشتم؛ چرا که یک اسم موسیقایی بود و اسمی فارسی است» — حسین علیزاده

به گفته علیزاده، نی‌نوا واژه‌ای است که یک معنای چندبعدی می‌توان به آن داد. هم «نینوا» است، هم «نوای نی» و همچنین قطعه‌ای که این نی می‌نوازد؛ در دستگاه نوا است و از نگاه او علت اینکه هرکس با هر عقیده‌ای با این قطعه ارتباط برقرار کرد نیز همین می‌تواند باشد.
برخی کارشناسان بر این باور هستند که انتخاب عنوان نی‌نوا که می‌شد آن را دو گونه تفسیر کرد، هوشمندی آهنگساز را در آن شرایط سخت نشان می‌دهد؛ زیرا می‌شد نی‌نوا را نوعی موسیقی کهن اسطوره‌ای، حتی مذهبی، تلقی کرد، اما در عین حال ساخت این آلبوم را بر پایه شیوه‌های آهنگ‌نویسی بین‌المللی در نظر می‌گرفتند که یک ارکستر کامل با سازهای ملی و بین‌المللی آن را به اجرا درآورده بود.
جلد آلبوم
آلبوم نی‌نوا با طرح جلدهای مختلفی پخش شده‌است.
نخستین جلد نی‌نوا، طرحی از رضا درخشانی بود که یک افق تیره را نشان می‌داد. علیزاده در گفتگو با خبرگزاری فارس گفته بود که «ساخت این قطعه در نگاهم به افق در یک غروب اتفاق افتاد».
در جلدهای بعدی که توسط مؤسسهٔ ماهور پخش شد؛ تصویری از نواخته‌شدن یک نی را نشان می‌دهد که توسط جمشید حقیقت‌شناس طراحی شده‌است. جلد دیگری از آلبوم متعلق به نسخه پخش شده توسط کرشمه رکوردز است که آن جلد توسط فرشید مثقالی طراحی شده‌است.
یک جلد دیگر با زمینه‌ای خاکستری و با نماد ماهور وجود دارد که در سایت ایران‌گام قرار داده شده‌است.
علی بوستان، موسیقی‌دان و گرافیست، که کار گرافیک کامپیوتری را در جلدهای این آلبوم در نسخهٔ ماهور بر عهده داشت، ضمن اینکه گفت جلد آلبوم نی‌نوا چندین بار پخش شده، بر این باور است که در هیچ جای دنیا پیش نمی‌آید که یک جلد آلبوم را با طرح‌های مختلف پخش کنند و از نظر او، جلد آلبوم، شناسهٔ یک آلبوم است که در ایران با اصرار تهیه‌کننده‌های آلبوم‌ها دستخوش تغییر می‌شود.

## پخش و نسخه‌ها
آلبوم نی‌نوا در سال ۱۳۶۲ توسط مؤسسهٔ فرهنگی هنری ماهور و در زمانی که از دید برخی کارشناسان، موسیقی از سوی انقلابیون، زیر فشار تحریم و تکفیر قرار گرفته بود و همهٔ سازمان‌های موسیقی و ارکسترها به حال تعطیل یا نیمه‌تعطیل درآمده بودند، ضبط و پخش شد.
به گفتهٔ عندلیبی، پس از پخش شدن آلبوم در بازار، تلویزیون ایران در معرفی اثر نقش تأثیرگذاری را داشت. او همچنین عنوان کرد با این که آلبوم در استودیوی خصوصی ضبط شده، اما سازمان صدا و سیما امکانات و نوازندگان ارکستر را برای آن‌ها فراهم کرده بود.
این آلبوم چندبار پخش مجدد یافت. یک نسخه از آن در سال ۱۳۷۱ توسط مؤسسهٔ فرهنگی هنری ماهور در قالب نوار کاست پخش شد که روی الف آن را نی‌نوا دربرداشت و روی ب را آهنگ‌های «نوروز» و «سواران دشت امید» و «حصار» قرار داده بودند. نسخه‌هایی از آلبوم با عنوان نی‌نوا/آوای مهر.
، نی‌نوا، آوای مهر، نوروز، سواران دشت امید منتشر شد.
از میزان فروش نی‌نوا آماری منتشر نشده، اما برخی خبرگزاری‌ها مانند خبرگزاری فارس، میزان فروش آلبوم را «چشمگیر» در نظر می‌گیرند، همچنین با وجود اینکه آلبوم در ایالات متحده پخش شده، اما آماری وجود ندارد که نشان دهد آلبوم در جدول فروش قرار گرفته باشد.
نسخهٔ نی‌نوا/آوای مهر
این نسخه شامل آهنگ‌های نی‌نوا و قطعاتی از آلبوم آوای مهر است که با عنوان نی‌نوا/آوای مهر توسط شرکت کرشمه رکوردز در سال ۱۹۹۵ (میلادی) پخش شد.آوای مهر دربردارندهٔ آهنگ‌هایی بود که حسین علیزاده پس از زلزلهٔ گیلان در سال ۱۳۶۹ و متأثر از این حادثه اجرا و ضبط کرده بود. آوای مهر با همراهی ارکستر سازهای ملی و با صدابرداری حسن عسگری ضبط شده و در آن هادی حمیدی، افسانه رثایی، محسن کرامتی و جهانگیر ابوجلادی به عنوان خواننده حضور دارند.
نوار کاست آوای مهر شامل سه قطعه دیگر به نام‌های «عصیان»، «رؤیا» و «ریتم برای سازهای کوبه‌ای» هم بود که در نسخهٔ لوح فشردهٔ نی‌نوا/آوای مهر قرار ندارد.
قطعهٔ «عصیان» قطعه‌ای بود که علیزاده در سال ۱۳۶۳ برای هارپ و ارکستر زهی نوشت که تحت تأثیر قطعهٔ «قطعه برای ارکستر زهی و سازهای کوبه‌ای چلستا» توسط بلا بارتوک ساخته شده بود و در تابستان ۱۳۶۷ در سالن شهرداری استراسبورگ اجرا و ضبط شده بود. قطعهٔ «رؤیا» هم قطعه‌ای بود که به سفارش رادیو اتریش ساخته شده بود و در سال ۱۳۶۹ از همان رادیو پخش شد.
نسخهٔ نی‌نوا، آوای مهر، نوروز، سواران دشت امید
این نسخه دربردارندهٔ ۱۳ آهنگ است که ۱۱ آهنگ آن از دو آلبوم نی‌نوا و آوای مهر هستند. افزون بر آن، دو آهنگ با نام‌های «نوروز» و «سواران دشت امید» نیز در آن وجود دارد.
قطعهٔ «نوروز» در بهار ۱۳۶۲ توسط گروه شیدا و عارف به سرپرستی حسین علیزاده اجرا شده‌است. علیزاده دربارهٔ ساخت قطعه نوروز می‌گوید:
یکبار روز سیزده بدر بود که من در اتوبان چمران بودم و حال خیلی خوبی نداشتم. بعد فکر کردم که اگر نگاهم را از خودم بگیرم و به جامعه نگاه کنم، می‌بینم که جامعه یک شادی خاصی دارد. این سبزه‌هایی که روی ماشین‌ها گذاشته‌اند و با شادی و لبخندی که روی صورت همه هست، همه دارند می‌روند که با طبیعت رابطه برقرار کنند. آن لحظه این شادی مردم طوری روی من اثر گذاشت که فکر کردم اگر هرکدام از این مردم مثل من بایستند کنار و احساس کنند که یک غمی در دل‌شان هست، خُب الان باید همه غمگین باشند. حتماً هم همه یک مسائلی همیشه دارند. من همین‌طور که نگاه می‌کردم، یواش‌یواش یک ملودی به ذهنم رسید. از جنب و جوش مردم یک وجدی در دل من به‌وجود آمد که در آن قطعه شما هم آن را حس می‌کنید. حالا به‌نوعی هم منِ غمگین را می‌بینید و هم منِ شاد را. من اسم این قطعه را گذاشتم «نوروز ۶۲». جالب است که من هر وقت این قطعه را می‌شنوم یا به کسی دارم یاد می‌دهم، بدون استثناء تمام آن روز و آن صحنه به‌یادم می‌آید.— حسین علیزاده، فروردین ۱۳۹۳، 
قطعه دیگری که در این نسخه وجود دارد «سواران دشت امید» است. این قطعه مبتنی بر ردیف دستگاهی موسیقی ایرانی است که با ریتم‌های ادواری آمیخته شده و از برخی جهات نقطهٔ عطفی در کار علیزاده و موسیقی ایرانی به‌شمار می‌رود. این قطعه در سال‌های ۱۳۵۶ و ۱۳۵۷ و در روزهایی که علیزاده سرباز بود، در پادگان فرح‌آباد ساخته شده و به گفتهٔ علیزاده، نُت به نُت این قطعات و نحوهٔ نگارش آن را به یاد دارد. علیزاده در قطعهٔ «سواران دشت امید» به دنبال این بود که موسیقی را با بیان انقلابی و رزمی نشان دهد؛ و بر اساس آنچه که خودش می‌گوید: «چون در ایران غالباً به موسیقی‌ای که شعر در آن حضور دارد موسیقی انقلابی می‌گویند، من می‌خواستم چنین تصوری را از بین ببرم و ثابت کنم که قطعه بدون کلام هم می‌تواند چنین مفهومی را انتقال دهد و قطعه «سواران دشت امید» با چنین رویکرد و هدفی ساخته شد.»

## اجراهای زنده
قطعات نی‌نوا در میانه‌های دهه ۱۳۷۰ به صورت زنده در تالار وحدت و با نی‌نوازی شهاب فیاض اجرا شد. در آبان ۱۳۸۵ نیز قطعات نی‌نوا بار دیگر به صورت زنده و با نی‌نوازی پاشا هنجنی در کاخ نیاوران به اجرا درآمد.
اجرای دیگری از نی‌نوا توسط یک ارکستر فرانسوی و با مشارکت ارکستر رودکی و همراهی تک‌نوازان ایرانی در بهار ایرانی پاریس در اردیبهشت ۱۳۸۷ اجرا شد.
این کنسرت طی دو شب در دو تالار بزرگ پاریس اجرا شد و برای نخستین‌بار بود که یک ارکستر فرانسوی، آثار آهنگ‌سازان کلاسیک ایرانی مانند دهلوی و علیزاده را اجرا می‌کرد. در این برنامهٔ مشترک، هنرمندان ایرانی و فرانسوی قطعهٔ نی‌نوا را با تک‌نوازی پاشا هنجنی اجرا کردند و به دلیل تشویق حضار در دومین شب از اجرای این برنامه، ارکستر چندین بار پخش پایانی نی‌نوا با نام «رقص سماع» را اجرا کرد.
در دی سال ۱۳۸۷ نیز قطعات نی‌نوا به صورت زنده به همراه ارکستر سمفونیک اوکراین به اجرا درآمد. در این اجرا، پاشا هنجنی و وفا مصباحی به نواختن نی پرداختند. علیزاده که در این کنسرت از پشت صحنه نظاره‌گر بود، در بخش آخر به همراه مسعود شعاری و بهداد بابایی، نوازندگان سه‌تار، در کنار ارکستر قرار گرفت. برخی معتقد بودند که در این اجرا، ارکستر اوکراینی چندان با دستگاه نوا و جمله‌های تکنیکی علیزاده آشنا نبودند و بر این باور بودند که روح ایرانی موجود در نی‌نوا چندان جاری نبود و این نکته را باعث افت در اجرای نی‌نوا می‌دانستند، هرچند از نی‌نوازی پاشا هنجنی و وفا مصباحی رضایت داشتند.

## فهرست ترانه‌ها
نکته
این فهرست از نسخهٔ لوح‌فشرده منتشر شده توسط ماهور گرفته شده‌است.
در نسخه منتشر شده توسط نشر کرشمه، دو «قطعه سواران دشت امید» و «نوروز» قرار ندارد.
همه آهنگ‌ها توسط حسین علیزاده ساخته شده‌است.

### نی‌نوا
| شماره | نام           | مدت  |
| ----- | ------------- | ---- |
| ۱.    | «درآمد»       | ۴:۱۷ |
| ۲.    | «نغمه»        | ۵:۲۸ |
| ۳.    | «جامه‌دران»    | ۴:۱۰ |
| ۴.    | «نهفت و فرود» | ۹:۰۴ |
| ۵.    | «رقص سماع»    | ۴:۳۶ |

### سواران دشت امید
| شماره | نام               | مدت  |
| ----- | ----------------- | ---- |
| ۶.    | «سواران دشت امید» | ۷:۲۱ |

### نوروز
| شماره | نام     | مدت  |
| ----- | ------- | ---- |
| ۷.    | «نوروز» | ۴:۰۰ |

### آوای مهر
| شماره | نام         | خواننده      | مدت   |
| ----- | ----------- | ------------ | ----- |
| ۱.    | «زندگی»     | هادی حمیدی   | ۶:۱۷  |
| ۲.    | «طلوع»      |              | ۱:۳۱  |
| ۳.    | «عمق فاجعه» | هادی حمیدی   | ۵:۳۰  |
| ۴.    | «آوای مهر»  | افسانه رثایی | ۱۰:۴۶ |
| ۵.    | «عروج»      | محسن کرامتی  | ۴:۰۴  |
| ۶.    | «جستجو»     |              | ۴:۱۴  |

## دست‌اندرکاران
| دست‌اندرکاران نی‌نوا - ارکستر سازهای ملی - جمشید عندلیبی:نی - خاچیک بابایان:ویلن - فرشید بصیری:ویولا - محسن تویسرکانی:ویلونسل | دست‌اندرکاران «نوروز» - گروه شیدا و عارف - سرپرست:حسین علیزاده | دست‌اندرکاران آوای مهر - ارکستر سازهای ملی - سیدهادی حمیدی - خواننده قطعات «زندگی»، «عمق فاجعه» - افسانه رثایی - خواننده «آوای مهر» - محسن کرامتی - خواننده «عروج» - جهانگیر ابوجلادی - خواننده |

## تاریخچه پخش
| نام                                        | تاریخ پخش      | ناشر  | قالب | توضیحات                                                  |
| ------------------------------------------ | -------------- | ----- | ---- | -------------------------------------------------------- |
| نی‌نوا                                      | ۱۳۶۲، ۱ مهر    | ماهور | کاست | شامل آهنگ‌های نی‌نوا                                       |
| نی‌نوا و آوای مهر                           | ۱۳۷۰           | ماهور | کاست | شامل آهنگ‌های نی‌نوا و آوای مهر                            |
| نی‌نوا                                      | ۱۳۷۱           | ماهور | کاست | شامل نی‌نوا به همراه «حصار» و «سواران دشت امید» و «نوروز» |
| نی‌نوا و آوای مهر                           | ۱۳۷۲، ۱۰ آذر   | کرشمه | سی‌دی | پخش در آمریکا، شامل دو آلبوم نی‌نوا و آوای مهر            |
| نی‌نوا و آوای مهر                           | ۱۳۷۴، ۱۱ خرداد | کرشمه | سی‌دی | سی‌دی KCD-103                                             |
| نی‌نوا (کنسرتو برای نی و ارکستر زهی)        | ۱۳۸۳، ۲۸ مهر   | ماهور | سی‌دی | شامل نی‌نوا، آوای مهر، «نوروز» و « «سواران دشت اُمید»      |
| نی‌نوا + آوای مهر + نوروز و سواران دشت امید | ۱۳۸۵، ۱۹ مهر   | ماهور | سی‌دی | سی‌دی M.CD-04                                             |